# Luboš Kozel
Luboš Kozel (Vlašim, 16 marzo 1971) è un allenatore di calcio ed ex calciatore ceco, di ruolo difensore, tecnico del Jablonec.

## Palmarès

### Giocatore

#### Club
- Campionato ceco: 1

Slavia Praga: 1995-1996
- Coppa della Repubblica Ceca: 2

Slavia Praga: 1996-1997, 1998-1999

### Allenatore

#### Club
- Fotbalová národní liga: 1

Dukla Praga: 2010-2011